# صوفية (حسيني)
صوفية (بالفارسية: صوفیه) هي منطقة سكنية تقع في إيران في قسم حسيني الريفي. يقدر عدد سكانها بـ 147 نسمة .